# 창부타령
창부타령(倡夫打令)은 경기민요의 일종으로 경기도 한강 이북에서 불리던 장절무가가 민요화된 것이다. 옛날에는 무가 사설을 그대로 부르는 것이 많았으나, 근래에는 순수한 민요 사설을 부른다. 장단은 굿거리 장단으로 매우 흥겹고 구성진 민요이다. 5음계로 구성되었고, 솔로 마치며, 선율형은 하행형이 많다.